# II. Jakab mallorcai király
II. Jakab (Montpellier, 1243. május 31. – Palma de Mallorca, 1311. május 29.), ragadványneve: Jó/Óvatos Jakab, katalánul: Jaume II de Mallorca, el Prudent, el Bon Rei, spanyolul: Jaime II de Mallorca, occitanul: Jacme (Jaume) II de Malhòrca, franciául: Jacques II de Majorque, Mallorca királya, Rousillon, Cerdanya grófja, Aumelas bárója és Montpellier ura. A Barcelonai-ház tagja és az uralkodóház mallorcai ágának az alapítója.

## Élete
Apja I. (Hódító) Jakab aragón, valenciai és mallorcai király, anyja Árpád-házi Jolán magyar királyi hercegnő, II. András magyar királynak és a második feleségének, Courtenay Jolán konstantinápolyi latin császári hercegnőnek az egyetlen gyermeke. Ifjabb Jakab szülei másodszülött fia, de az apjának a harmadszülött fia volt. Hódító Jakab a még 1260-ban meghalt gyermektelen elsőszülött fia után a másodszülött fiát. Pétert jelölte Aragónia és Valencia trónjára, míg ifjabb Jakabnak szánta a Mallorcai Királyságot.
1272. október 12-én Jakab Barcelonában feleségül vette Esclaramundát, IV. Roger foix-i gróf és Brunissenda cardonai algrófnő leányát, aki hat gyermekkel ajándékozta meg férjét.
Az apja, I. (Hódító) Jakab halála (1276. július 27.) után akadálytalanul foglalta el II. Jakab néven a mallorcai trónt, és 1276. szeptember 12-én Mallorca fővárosában, Palma de Mallorcában, a Szent Eulália templomban királlyá koronázták.
Jakab 1311. május 29-én, 67 éves korában halt meg. A Palma de Mallorcai Szűz Mária Székesegyházban helyezték örök nyugalomra.

## Gyermekei
- Feleségétől, Esclarmunda (1250 körül–1299) foix-i grófnőtől, 6 gyermek:
  - Jakab (1274 körül–1330 körül) mallorcai királyi herceg és trónörökös, 1299-ben lemondott a trónöröklési jogáról, ferences rendi szerzetes
  - Sancho (1276 körül–1324), I. Sancho néven mallorcai király, felesége Anjou Mária (1290–1346) nápolyi királyi hercegnő, feleségétől nem születtek gyermekei, 4 természetes gyermek
  - Ferdinánd (1278–1316), Achaja uralkodó hercege, 1. felesége Sabran Izabella (1297–1315), Akova (Matagrifon) úrnője, Isnard de Sabran és Villehardouin Margit achajai hercegnő lánya, 1 fiú, 2. felesége Ibelin Izabella (1300–1342 után) ciprusi úrnő,[2] 1 fiú+4 természetes gyermek, összesen 6 gyermek, többek között:
    - (1. házasságából): Aragóniai Jakab (1315–1349), III. Jakab néven mallorcai király, 1. felesége Aragóniai Konstancia (1318 körül–1346), IV. (Jó) Alfonz aragón király lánya, 2 gyermek, 2. felesége Vilaragut Jolán (1320/25–1369/72) valenciai úrnő, II. Jakab mallorcai király anyai unokája természetes ágon, lásd alább, 2 leány+2 természetes gyermek, összesen 6 gyermek, többek között:
      - (1. házasságából): IV. Jakab (1337–1375) mallorcai király, felesége I. Johanna (1326–1382) nápolyi királynő, 1 gyermek:
        - Aragóniai N. (gyermek) (elvetélt 1364)

  - Izabella (1280 körül–1301), férje Kasztíliai János (1282–1348), Villena ura, III. Ferdinánd kasztíliai király apai unokája, nem születtek gyermekei
  - Sancha (1282–1345), férje I. (Bölcs) Róbert (1277–1343) nápolyi király, nem születtek gyermekei
  - Fülöp (1288 körül–1340/43), Mallorca régense, apát
- Házasságon kívüli kapcsolatából Saura de Monreal úrnőtől:
  - Saura (Laura) (–1333), 1. férje I. Péter (–1312), Pinós bárója, 1 fiú, 2. férje Vilaragut Berengár (–1358 után), Albaida bárója, Subirats és Sant Martí ura, 3 gyermek, összesen 4 gyermek, többek között:
    - (2. házasságából): Vilaragut Jolán (1320/25–1369/72), 1. férje III. Jakab (1315–1349) mallorcai király, lásd fent, 2 leány, 2. férje Braunschweigi Ottó (–1399) Taranto hercege, nem születtek gyermekei, 2 leány az 1. házasságából

## Külső hivatkozások
- Genealogia Completa de la Casa Reial de Mallorca – 2014. június 6.
- Euweb/House of Barcelona Archiválva 2018. október 5-i dátummal a Wayback Machine-ben – 2014. június 6.
- FMG/Aragon/Kings of Mallorca – 2014. június 6.
- Mittelaler-Genealogie/Jakob I. König von Mallorca – 2014. június 6.

| Előző I. (Hódító) Jakab | Mallorca királya 1276 – 1311 | Következő I. (Békés) Sancho |